# Dendropsophus salli
Dendropsophus salli es una especie de anfibio anuro de la familia Hylidae.

## Distribución geográfica
Esta especie se encuentra en:
- Bolivia;
- Brasil en los estados de Acre y Rondônia.[2]

## Etimología
Esta especie lleva el nombre en honor a John Sall (1948-), por sus contribuciones al programa BIOPAT.

## Publicación original
- Jungfer, Reichle & Piskurek, 2010: Description of a new cryptic southwestern Amazonian species of leaf-gluing treefrog, genus Dendropsophus (Amphibia: Anura: Hylidae). Salamandra, vol. 46, n.º 4, p. 204-213[3]